# Sapromyza nudiuscula
Sapromyza nudiuscula är en tvåvingeart som beskrevs av Lamb 1912. Sapromyza nudiuscula ingår i släktet Sapromyza och familjen lövflugor.
Artens utbredningsområde är Seychellerna. Inga underarter finns listade i Catalogue of Life.